# Lovö kyrka
Lovö kyrka är en kyrkobyggnad på Lovön i Stockholms stift. Den är församlingskyrka i Lovö församling. 

## Kyrkobyggnaden
Kyrkan uppfördes troligen på 1100-talet men kan ha haft en träkyrka som föregångare. Under en restaurering som gjordes under 1930-talet fann man runstenar som var från den tidigare hälften av 1000-talet. Kyrkan förlängdes vid slutet av 1200-talet och på 1600-talet. Tornet byggdes på under senmedeltiden. Gravkoret över riksrådet Lorens von der Linde kom till omkring 1670, möjligen efter Nicodemus Tessin den äldres ritningar. I kyrkorummet finns ett trettiotal gravstenar, flertalet tillhörande personer som varit anställda i Drottningholms slott. Kyrkans interiör har renoverats under 2004 med Per Borgström som ansvarig arkitekt.
1885 blev kyrkan grundligt renoverad med hjälp av ihopskjutna bidrag från traktens egendomsägare. Bland annat nya fönster och en åskledare tillkom.

## Inventarier
- Dopfunten är från 1200-talet,
- Predikstolen byggdes 1718, förmodligen i Burchard Prechts verkstad.
- Dopstället med ängeln ovanför tillkom år 1700.
- Altartavlan målades av Carl Gustaf Plagemann år 1866. Den var en gåva av ett par systrar boende i Drottningholm.[1]

### Orgel
- 1797 byggde Per Niclas Forsberg, Drottningholm en orgel med 8 stämmor. Orgeln byggdes om 1833–1834 av Pehr Zacharias Strand, Stockholm till 7 stämmor. Den flyttades 1885 till Sånga kyrka. Den står sedan 1968 i Skå kyrka.[2]
- 1885 byggde Åkerman & Lund, Stockholm en orgel med 8 stämmor. Invigd 16 augusti 1885. Kungen hade bidragit med 4 000 kr. till den och bevistade även invigningen tillsammans med prinsarna Karl och Eugen.[3] Utbyggd 1935 av samma firma till 13 stämmor, två manualer och pedal. Orgeln flyttades senare till Viskafors kyrka.[2]
- Den nuvarande mekaniska orgeln är byggd 1959 av Grönlunds Orgelbyggeri AB, Gammelstad.[2]

| Huvudverk I   | Bröstverk II      | Pedal        | Koppel |
| Gedackt 8´    | Rörflöjt 8´       | Subbas 16´   | I/P    |
| Principal 4´  | Kvintadena 4´     | Pommer 8´    | II/P   |
| Blockflöjt 2´ | Principal 2´      | Nachthorn 2´ | II/I   |
| Scharf 3 chor | Kvinta 1 1/3'     |              |        |
|               | Regal 8'          |              |        |
|               | Tremulant         |              |        |
|               | Crescendosvällare |              |        |

## Kyrkogården
På kyrkogården finns ett gravmonument över skalden Olof von Dalin och matematikern Samuel Klingenstierna vilka båda var lärare åt Gustav III. Monumentet är utformat som en cirkelformad sockel i sten kring en gräsbevuxen kulle. På denna står en obelisk av slipad kolmårdsmarmor, krönt av en förgylld stjärna. Monumentet restes 1769 efter ritningar av Jean Eric Rehn och bekostades av kungens moder Lovisa Ulrika. På kyrkogården vilar därutöver även Ralph Erskine, Carin Göring och Eva Remaeus.
Runt kyrkan finns fem runstenar som tidigare varit inmurade i kyrkans grundmurar eller som har varit hörnstenar under kyrkans torn. Numera har de rests framför respektive stens fyndplats. Dessa runstenar har ristats över personer som anslutit sig till den första kristna tiden på 1000-talet.
Under 1830-talet utökades kyrkogården med en skogskyrkogård, Lovö skogskyrkogård intill Lovö kyrkallé cirka 800 meter öster om Lovö kyrka.

## Bilder

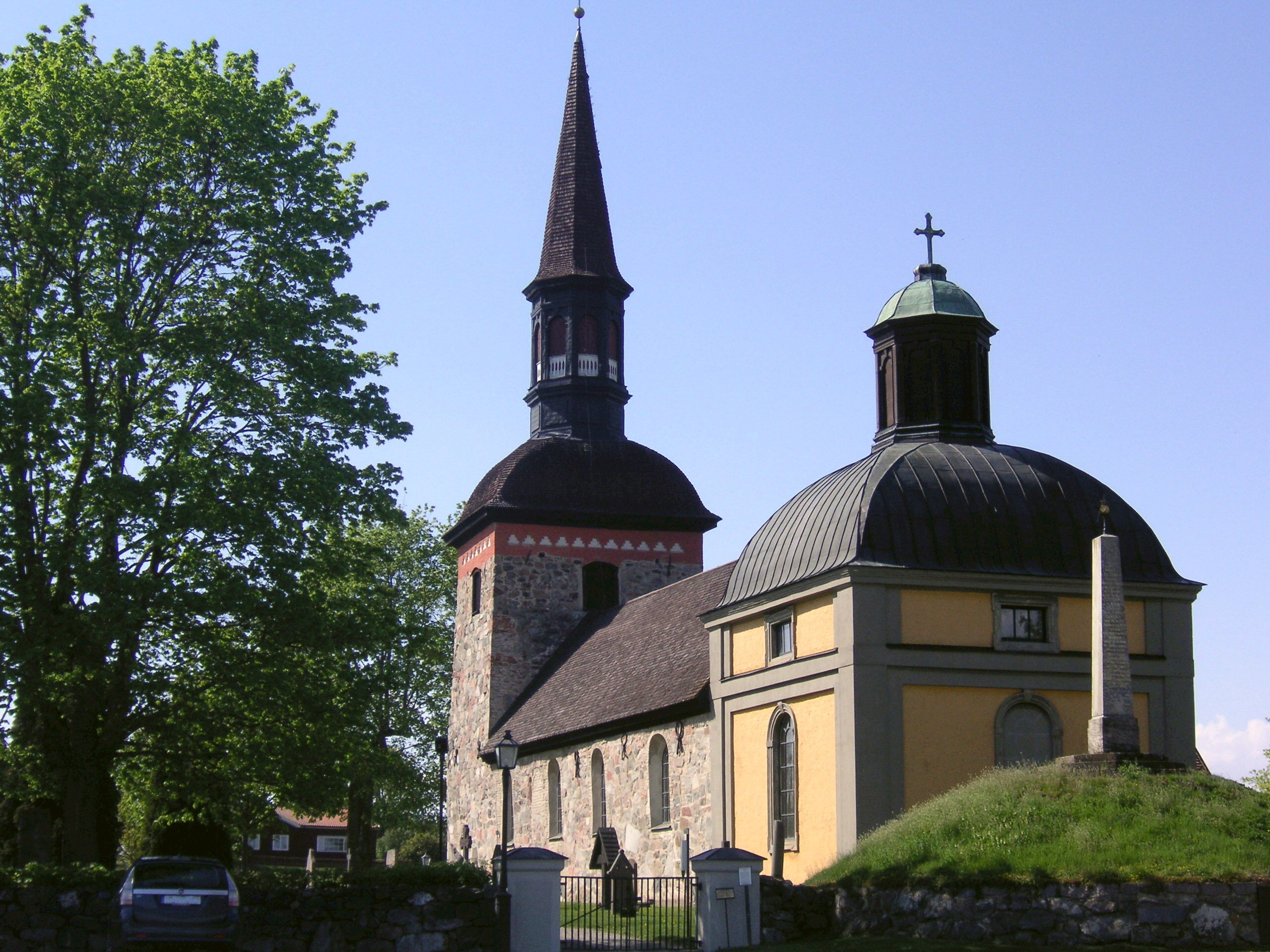
Kyrkan i maj 2008
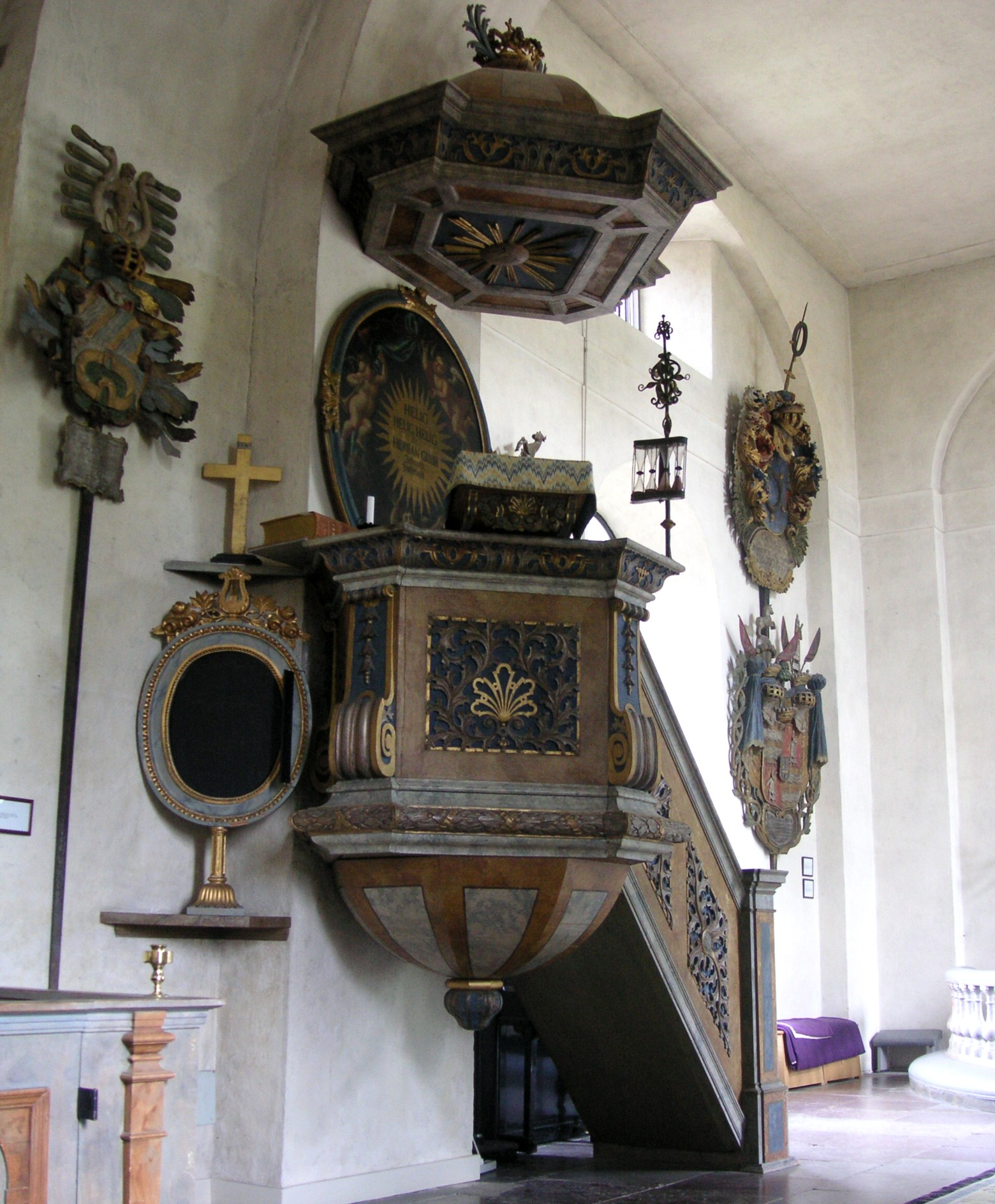
Predikstolen
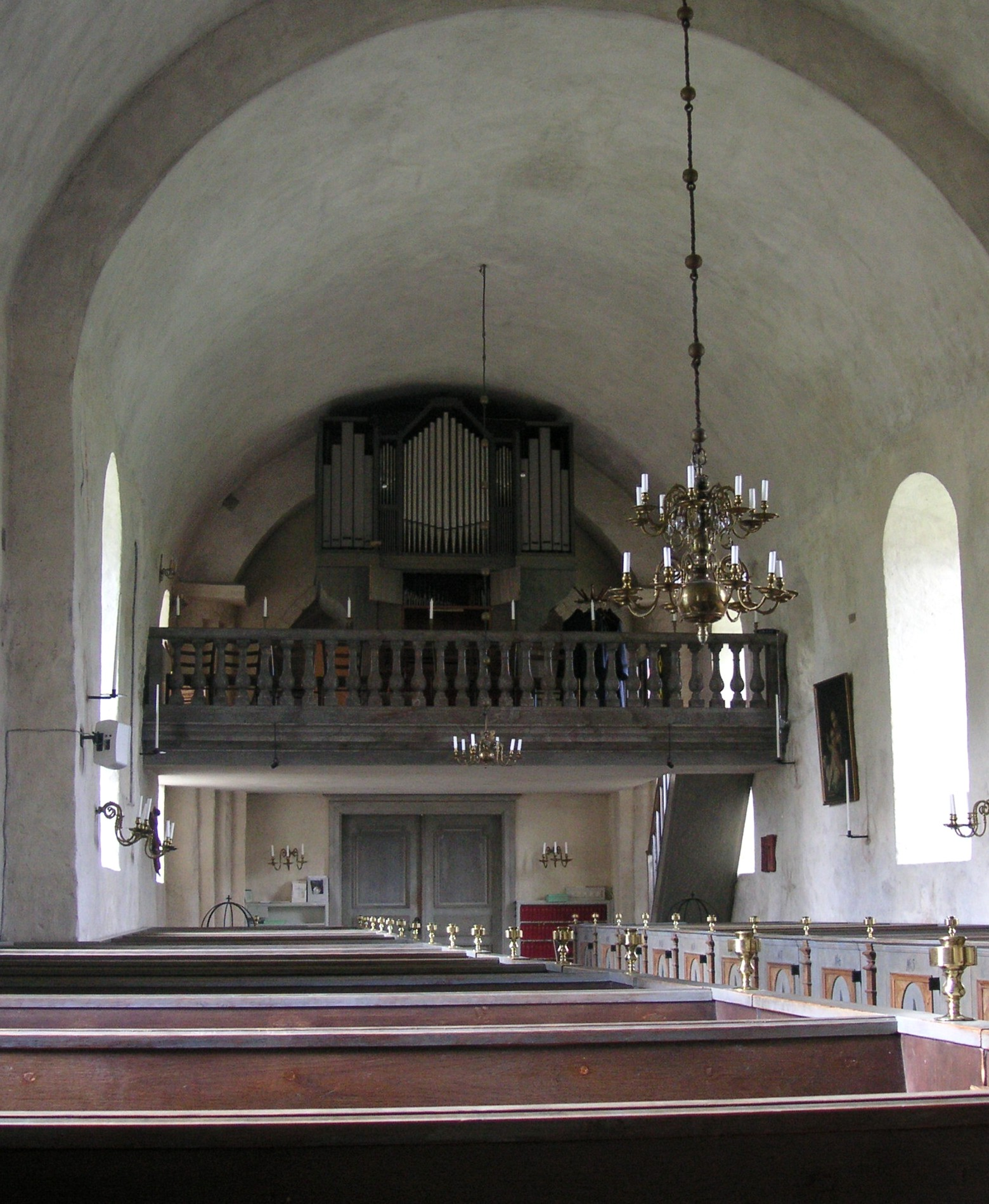
Orgeln
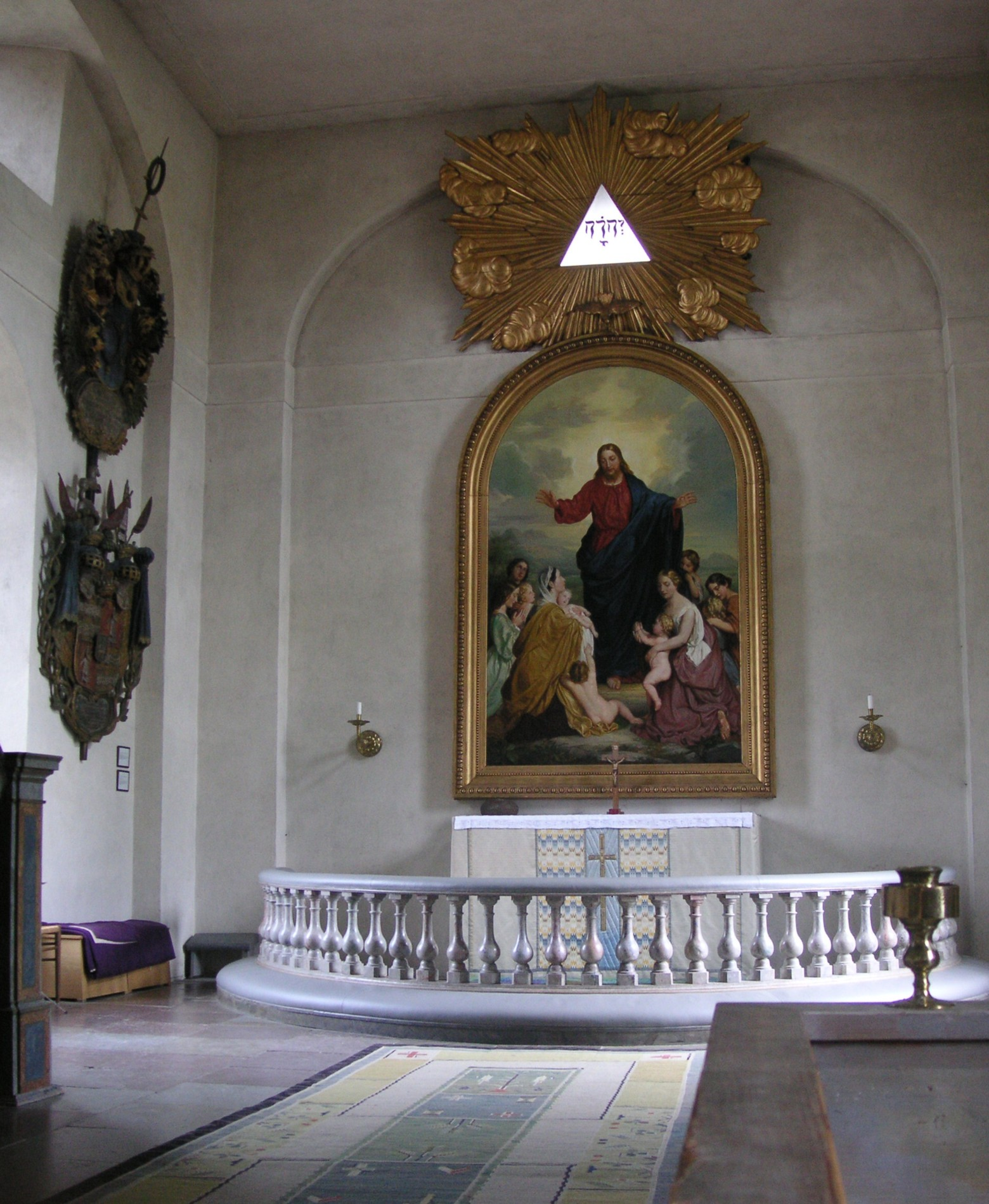
Altaret
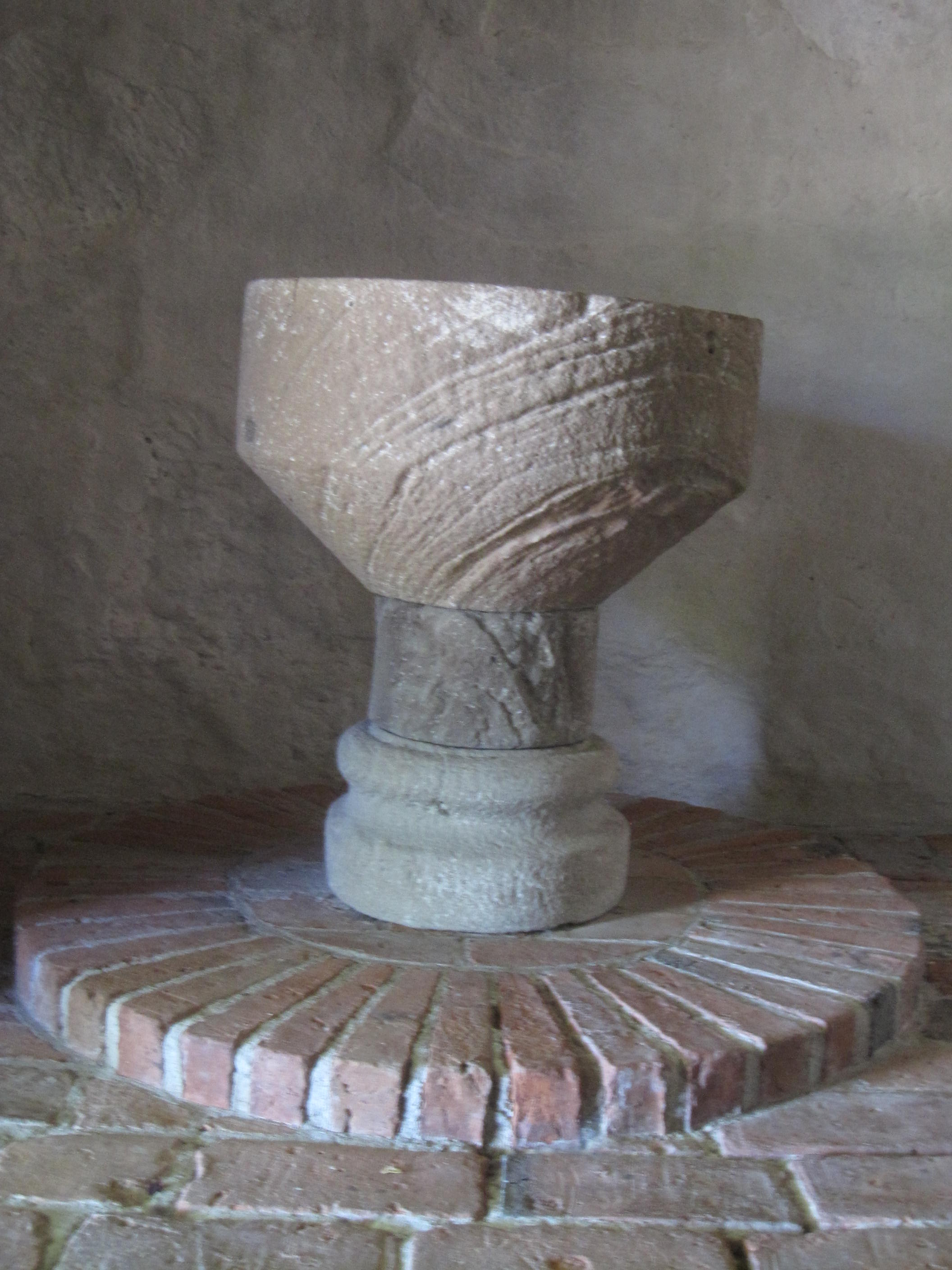
Dopfunten
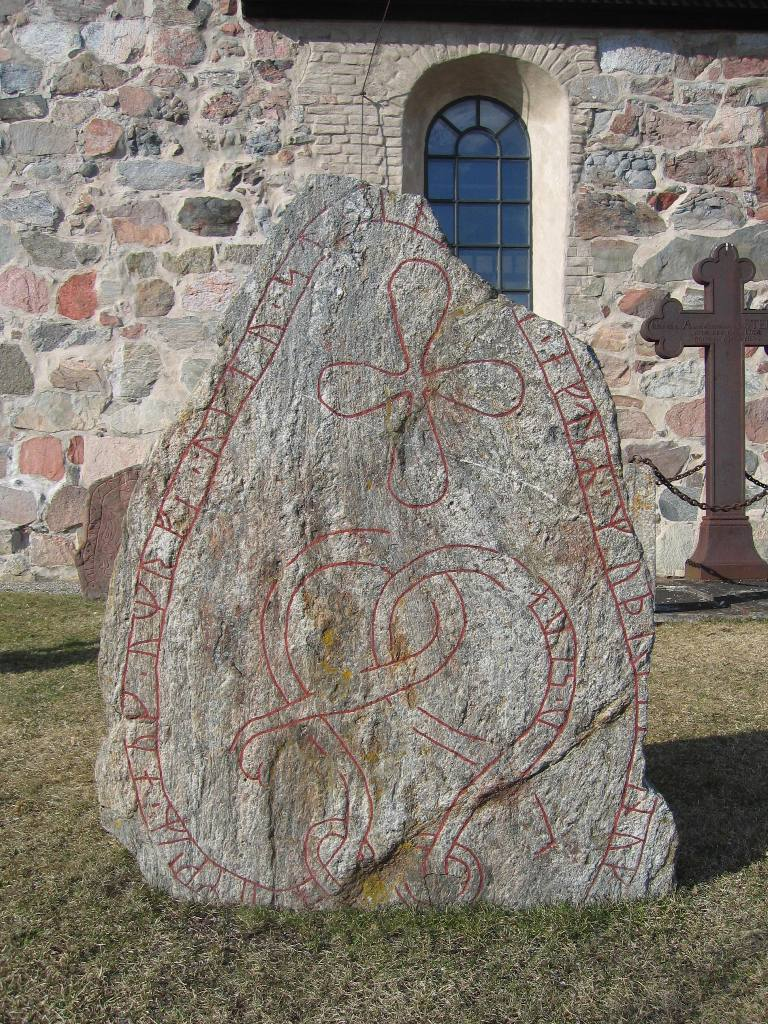
Upplands runinskrifter 46
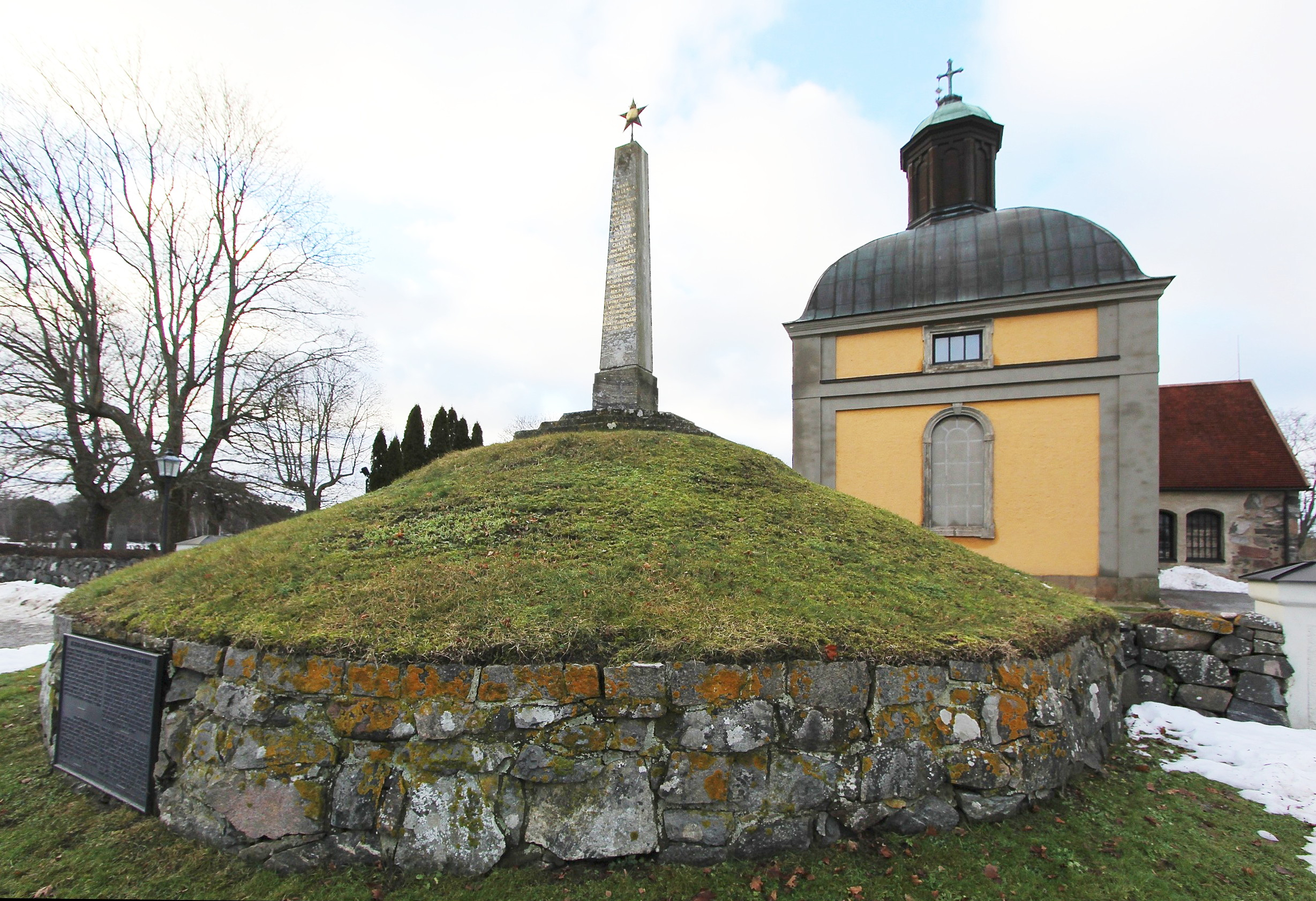
Gravmonumentet

## Prästgården och Klockargården
Väster om kyrkan ligger Klockargården som är Lovö församlings sockenstuga. Intill Klockargården står den gamla klockstapeln med vindflöjeln (daterad 1868). I klockstapeln finns två kyrkklockor med slagtonerna a1 och b1. Ännu en bit västerut återfinns Lovös gamla prästgård vars huvudbyggnad härrör från 1766. I huset återfinns några kakelugnar från 1700-talet och i källaren ligger det gamla köket kvar (numera oanvänt) med bakugn, öppen spis och kalkstensgolv. Huset moderniserade 1936-1937 under ledning av arkitekt Ragnar Hjorth. Lovö prästgård ägs av Svenska kyrkans prästlönetillgångar. Idag drivs här en ekologisk mjölkgård.

### Bilder

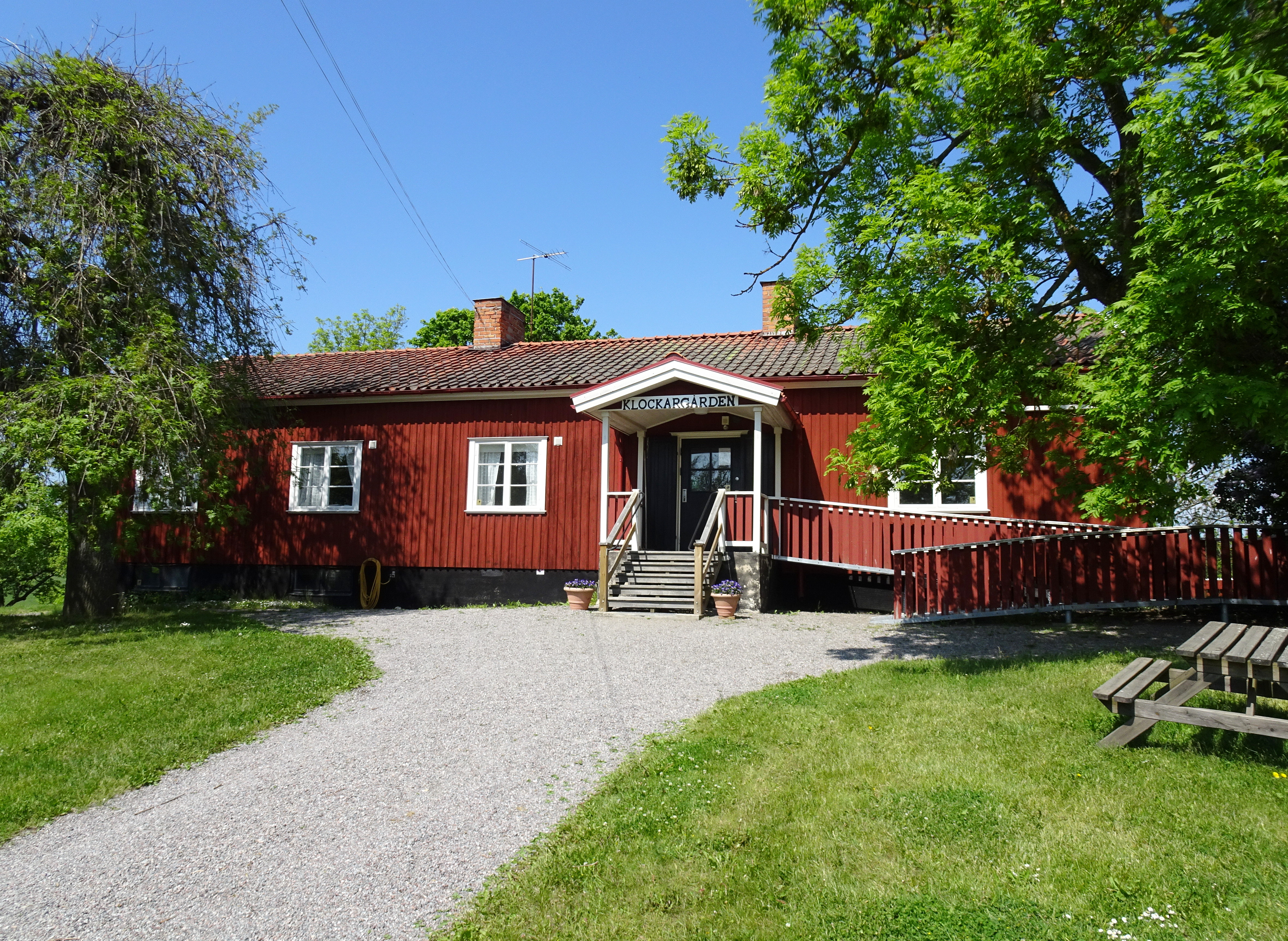
Klockargården
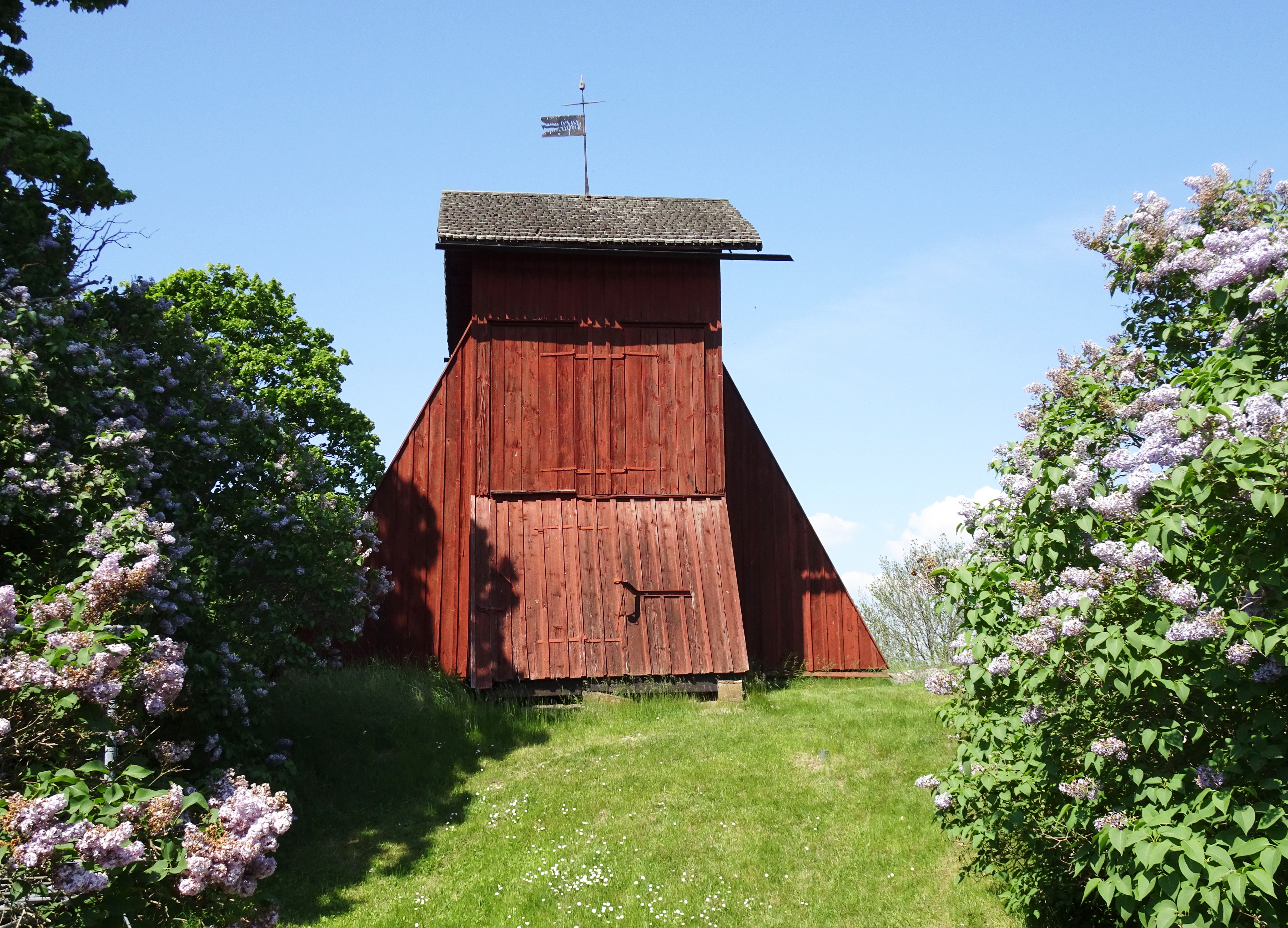
Klockstapeln
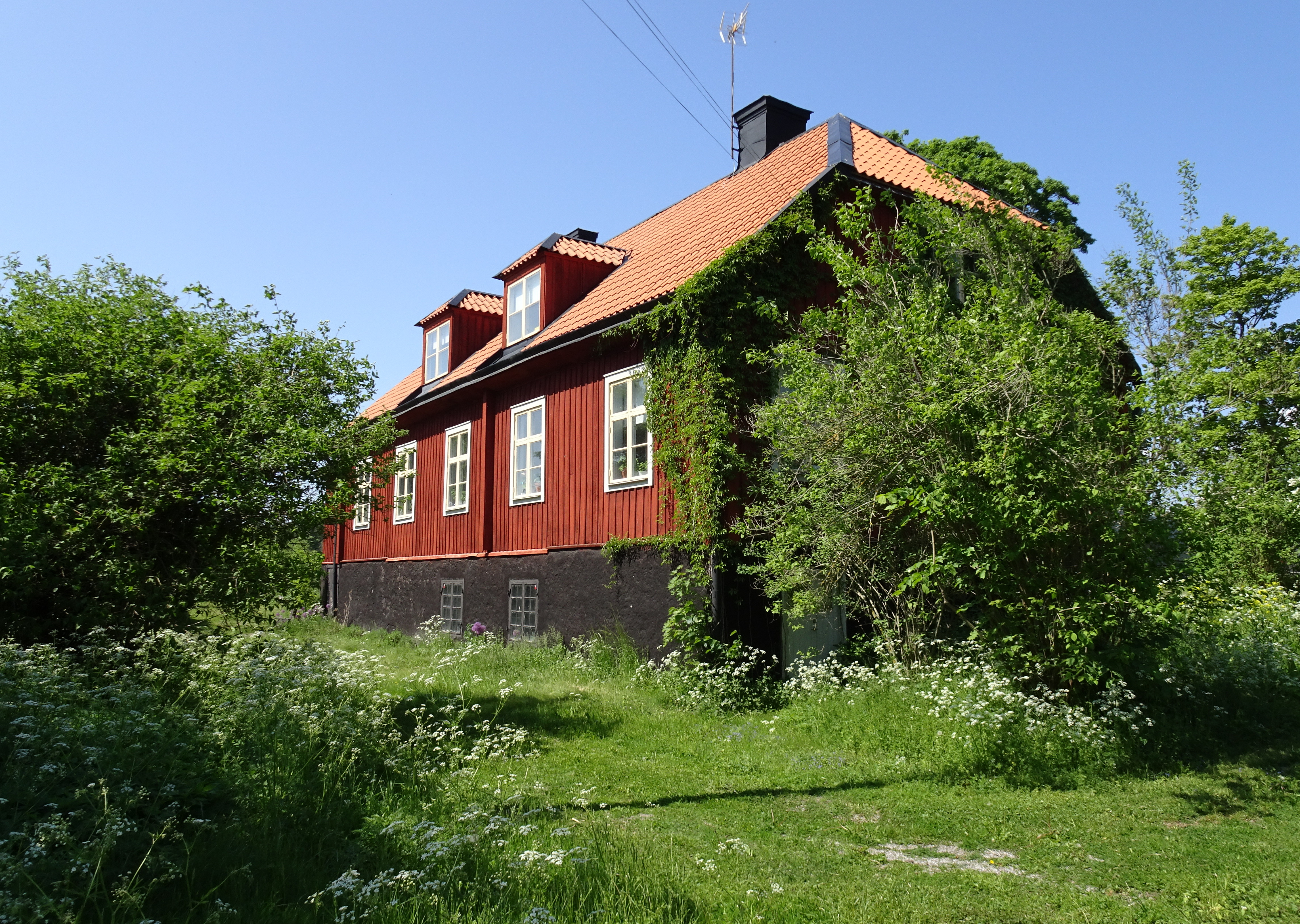
Prästgården
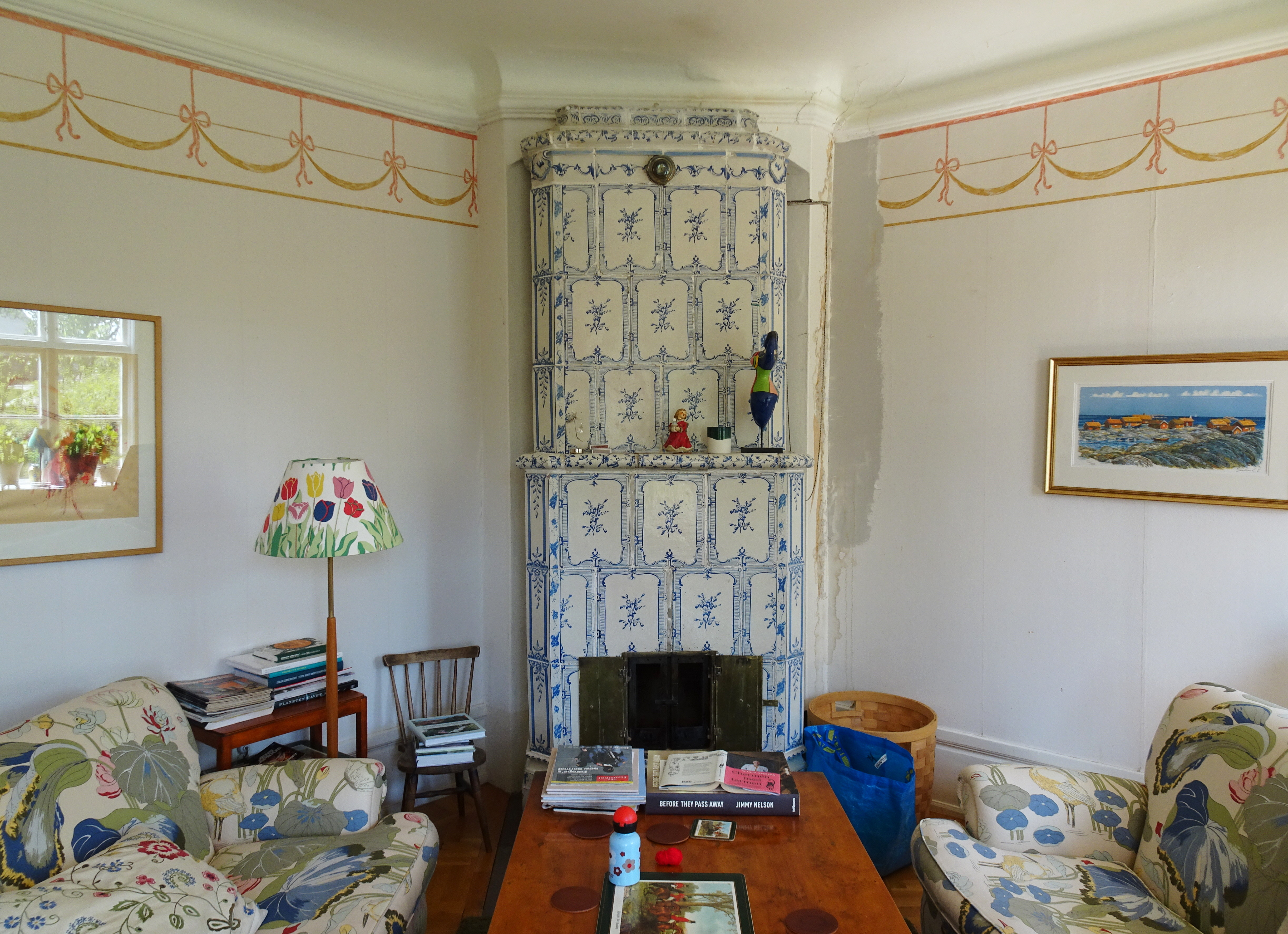
Kakelugn i prästgården
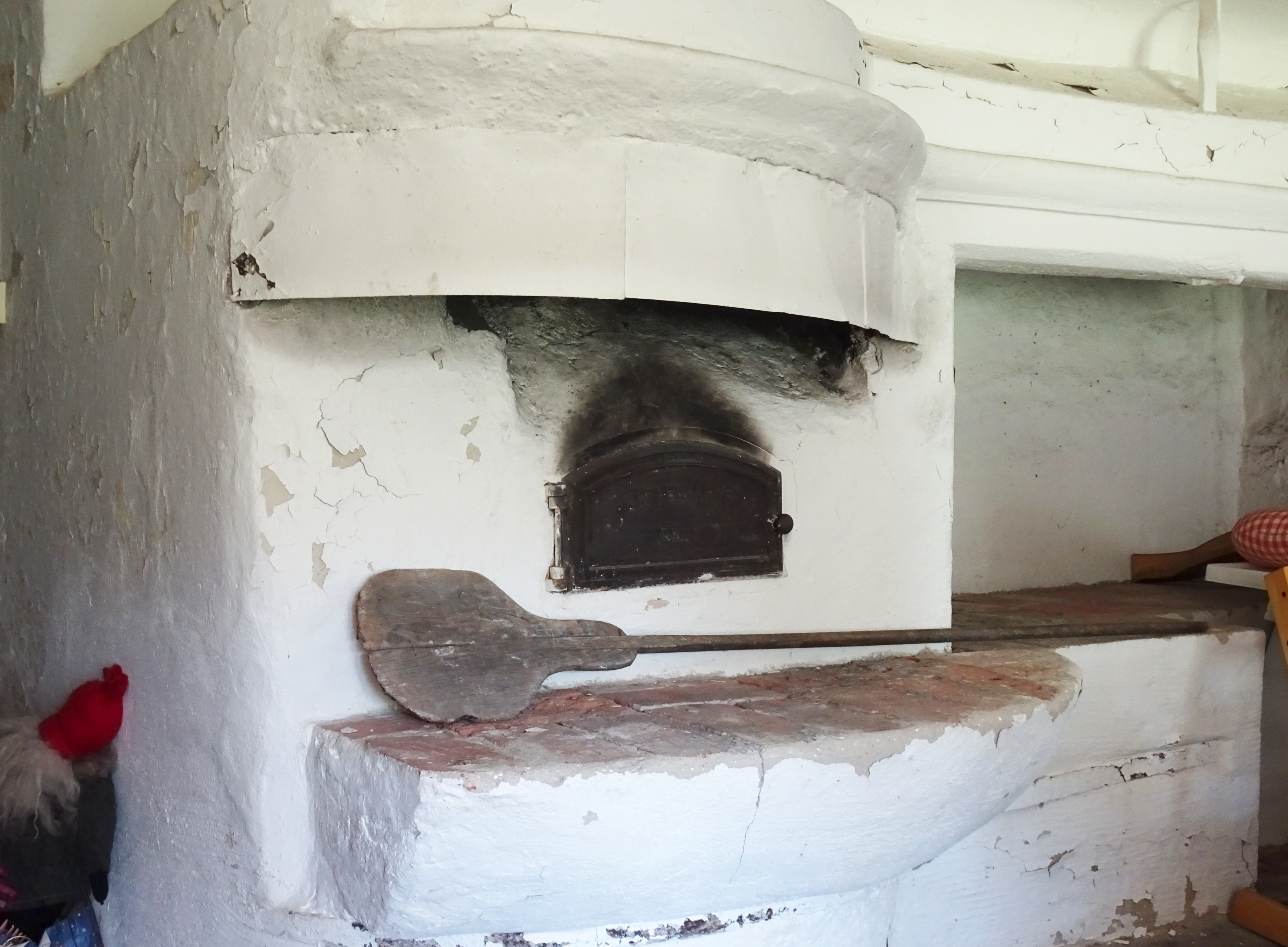
Gamla köket i prästgården